# NGC 4751
NGC 4751 est une vaste galaxie lenticulaire située dans la constellation de la Centaure. Sa vitesse par rapport au fond diffus cosmologique est de 2 370 ± 49 km/s, ce qui correspond à une distance de Hubble de 35,0 ± 2,6 Mpc (∼114 millions d'al). NGC 4751 a été découverte par l'astronome britannique John Herschel en 1836.
À ce jour, une mesure non basée sur le décalage vers le rouge (redshift) donne une distance d'environ 46,600 Mpc (∼152 millions d'al). Cette valeur est à l'extérieur des valeurs de la distance de Hubble. Notons que c'est avec la valeur moyenne des mesures indépendantes, lorsqu'elles existent, que la base de données NASA/IPAC calcule le diamètre d'une galaxie et qu'en conséquence le diamètre de NGC 4751 pourrait être d'environ 54,3 kpc (∼177 000 al) si on utilisait la distance de Hubble pour le calculer.

## Groupe de NGC 4751
Selon A. M. Garcia, NGC 4751 fait partie d'un groupe de galaxies qui porte son nom. Le groupe de NGC 4751 compte au moins 8 galaxies. Les autres galaxies du groupe sont NGC 4730, ESO 322-101, ESO 323-33, PGC 43383, PGC 43402, PGC 43553 et PGC 43722.
Puisque NGC 4730 fait partie de l'amas du Centaure, l'un des amas du superamas de l'Hydre-Centaure, toutes les galaxies du groupe du groupe de NGC 4751 en font aussi partie.